# Northrop N-102 Fang
O Northrop N-102 Fang foi um caça protótipo criado pela Northrop Corporation e proposto à Força Aérea dos Estados Unidos em 1953.
Era alimentado por um motor General Electric J79, embora os designers acreditassem que o melhor seria dois motores para aumentar a performance e a margem de segurança. Constituiu assim a base para a família de caças Northrop F-5, família da qual saíram grandes aeronaves como o Northrop F-5E Tiger II.